# Stefan Kreier
Stefan Kreier (* 14. Juli 1956 in Lommis) ist ein Schweizer Objektkünstler, Maler, Performer und Möbeldesigner.

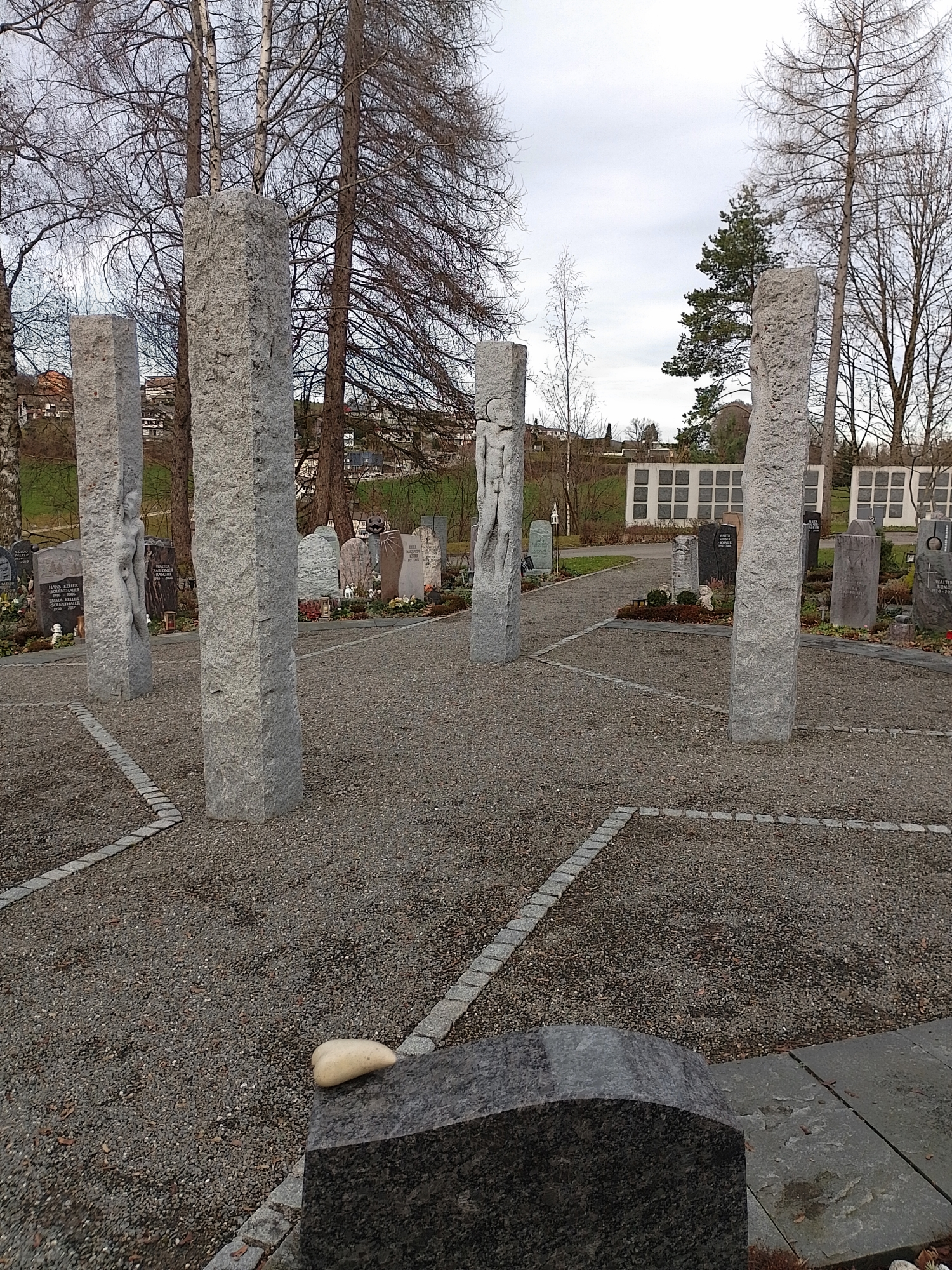
Stele von Stefan Kreier, Friedhof Herisau

## Werk
Stefan Kreier erlernte den Beruf des Steinbildhauers und bildete sich an der Kunstgewerbeschule St. Gallen weiter. Ab 1980 entstanden erste Arbeiten in Holz und Stein. Ab 1985 folgten Arbeiten, die er vorwiegend in Metall schuf. Ab 1991 entstanden verschiedene Auftragsarbeiten für Kunst am Bau.
Kreiers Anliegen besteht darin, Kunst ausserhalb von geschützten Räumen wie Museen und Kunsthallen zu zeigen. So wurden im Rahmen von Performances seine «Erfahrungsplastiken», die den ganz eigenen Witz und Humor Kreiers widerspiegeln, dem Publikum vorgestellt.
Als Maler beschäftigt sich Kreier vor allem mit den Gegensätzen Ordnung und Chaos, Licht und Schatten sowie Technik und Natur. Seine Werke stellte er in diversen Gruppen- und Einzelausstellungen im In- und Ausland aus. Kreier lebt und arbeitet in Eschlikon.

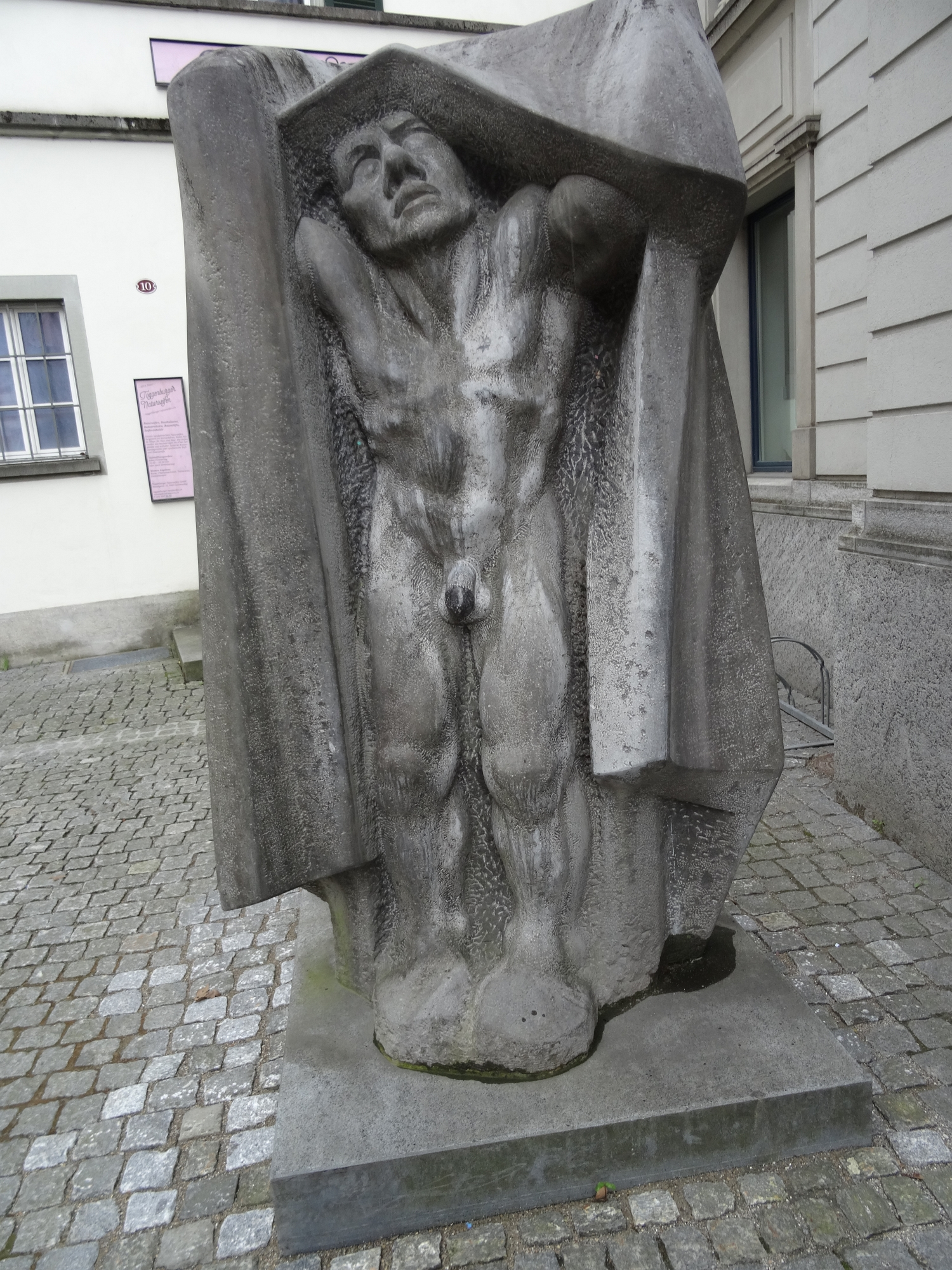
Skulptur. Der verlorene Schatten in Lichtensteig.
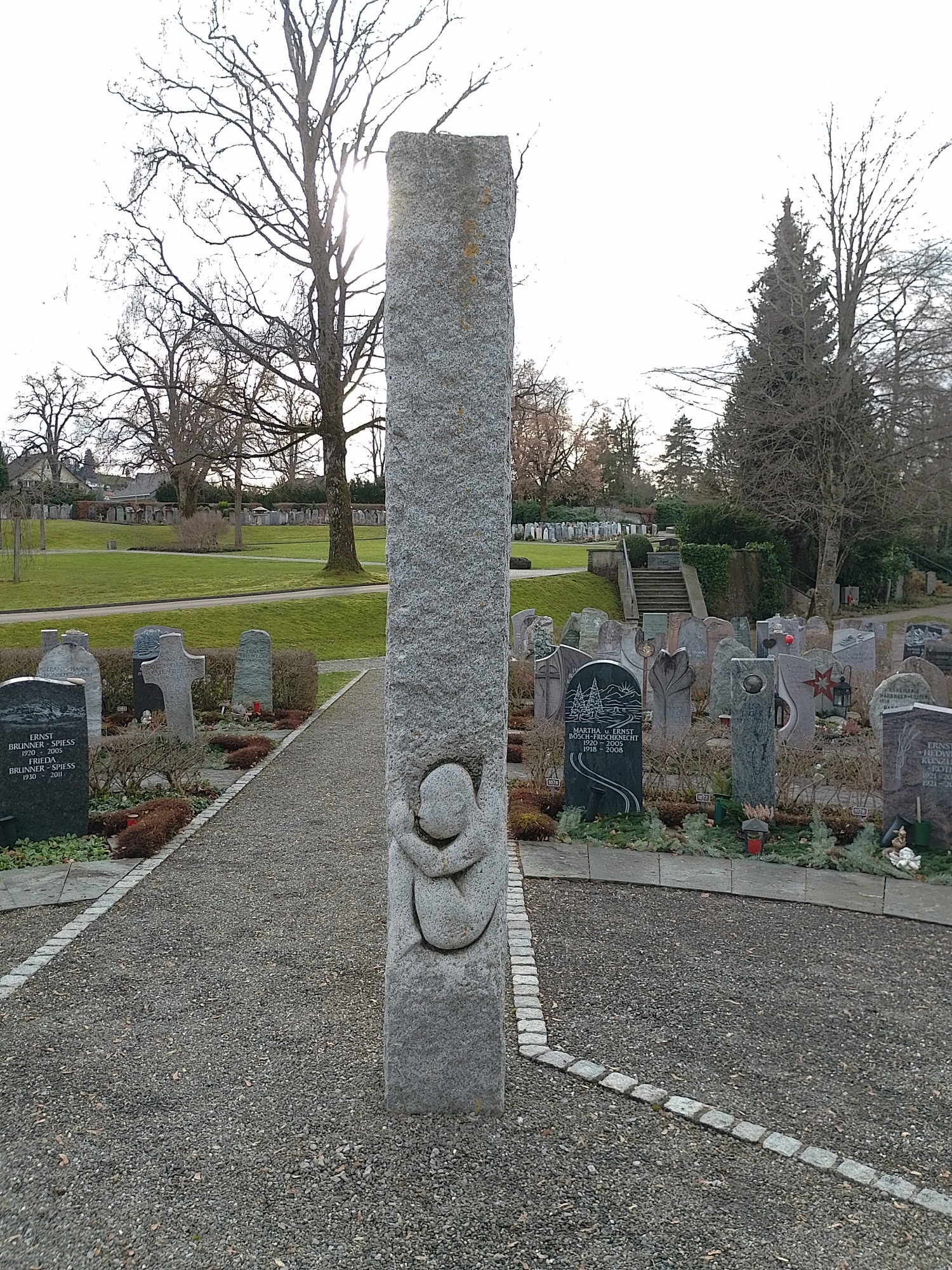
Stele von Stefan Kreier, Friedhof Herisau
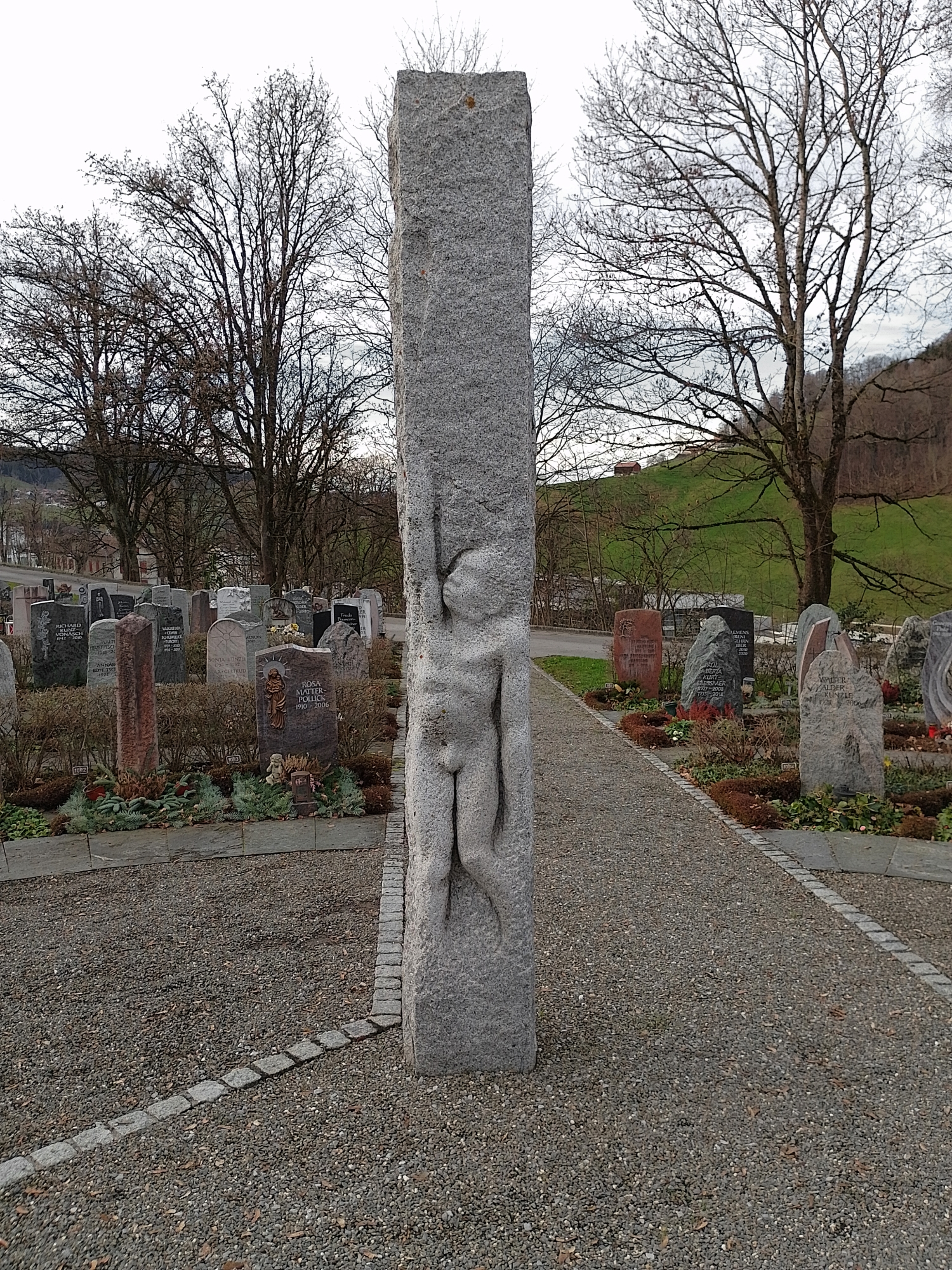
Stele von Stefan Kreier, Friedhof Herisau
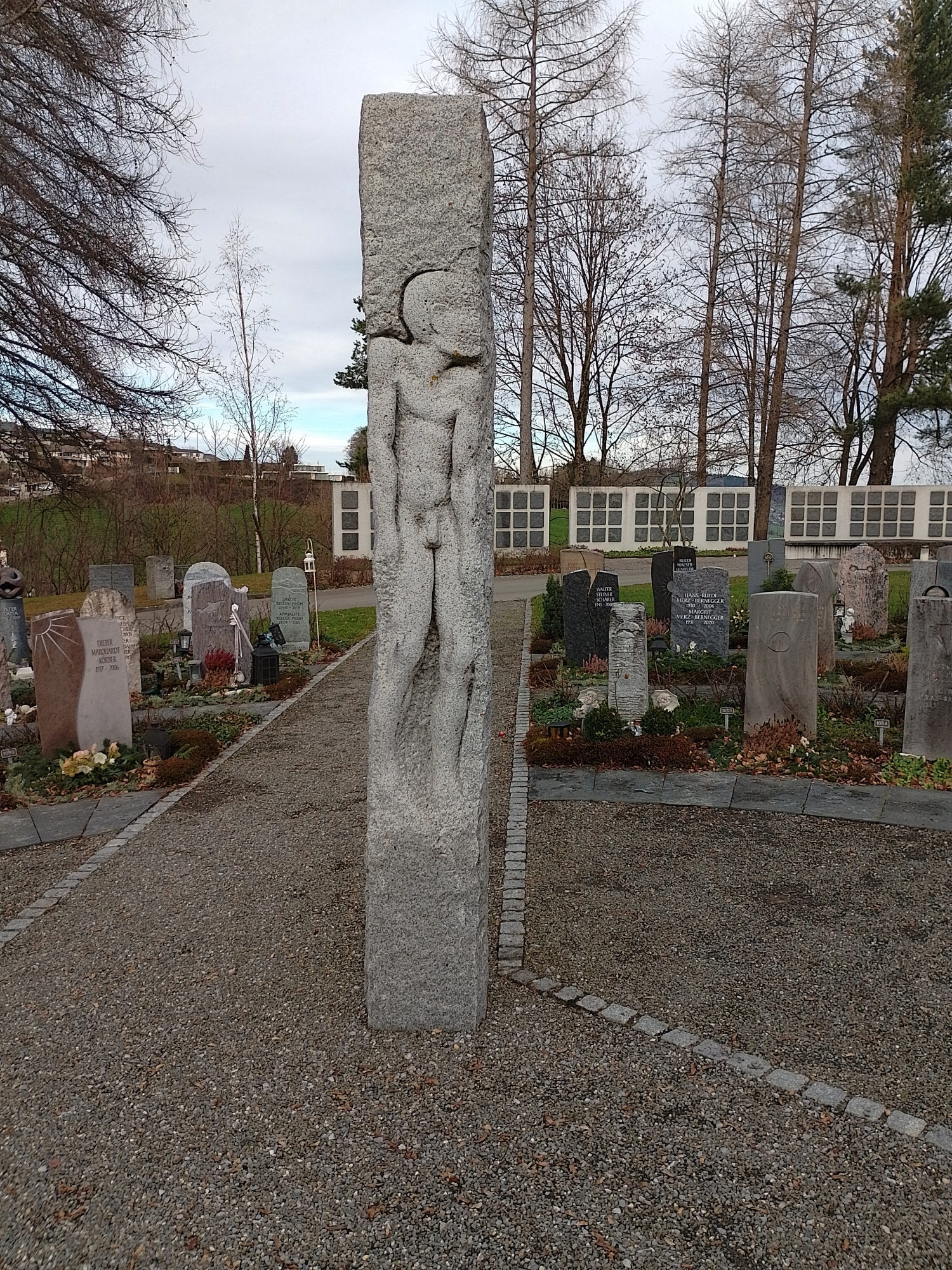
Stele von Stefan Kreier, Friedhof Herisau
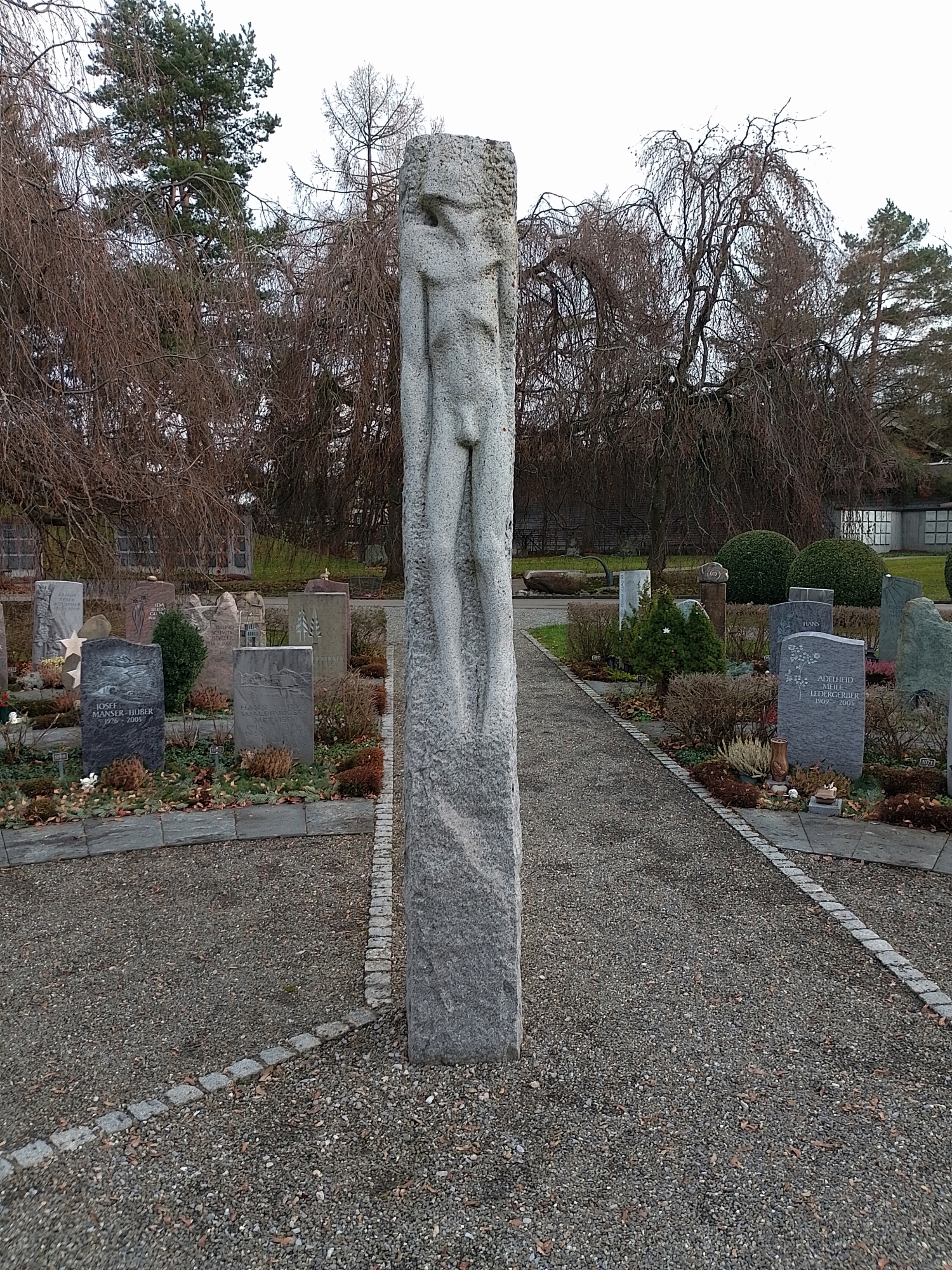
Stele von Stefan Kreier, Friedhof Herisau